# Dornier Transportables Hospital
Das Transportable Hospital war eine Entwicklung und Diversifikation des Dornier Flugzeugbaus für mobile modulare Sanitätseinrichtungen in Standard-Mehrzweck-Containern bis hin zum kompletten Feldlazarett für die Bundeswehr und später auch für zivile Anwendungen. Heute wird das System unter dem Namen TransHospital von der EADS weltweit vertrieben und am ehemaligen Dornier-Standort Immenstaad gebaut.
Die Container sind innen ausgestattet mit medizinischer und Versorgungstechnik zur fachärztlichen Behandlung, Notfallversorgung, Operationen, Labore, Zahnbehandlung und sonstiger notwendiger Infrastruktur, wie z. B. Röntgen oder zur Pflege der Patienten und können einzeln oder bis hin zu einer kompletten Klinik zusammengestellt werden. Es können darin sämtliche medizinische Behandlungsstufen und medizinische Versorgungen nach den Standards wie in stationären Krankenhäusern durchgeführt werden.
Genutzt werden dabei für größeren Raumbedarf, wie z. B. für Notfall- und Operationsstationen auch die von Dornier entwickelten sog. 1:3-Container, das sind Container mit ausfahrbaren Seitenräumen, die dann praktisch drei zusammenhängende Container bilden. Ineinandergeschoben zum Transport bilden sie das Standard Containermaß. Die Inneneinrichtung ist so angeordnet, bzw. wird innen so fixiert, dass ein schnelles Zusammenschieben und Ausfahren des Containers ohne Aus- und Einbau von Innenausrüstung möglich ist.
Die Container genügen Mindestanforderungen für Beschuss, sind klimatisiert und durch leichten Überdruck gegen Eindringen von Gasen und Staub von außen gesichert. Spezielle Versorgungsmodule liefern elektrischen Strom, Süßwasser, fassen das Abwasser und bereiten es ggf. umweltgerecht auf. Ein Satz medizinischer Module im Verbund mit üblichen Versorgungseinrichtungen/Modulen bietet die Kapazität für bis 200 stationäre Patienten. Im Bundeswehr-Einsatzfall Afghanistan zur Versorgung der ISAF-Truppen wird die Verweildauer der Patienten allerdings auf 12 Tage begrenzt, sie werden danach ggf. in ein Bundeswehr-/Heimatkrankenhaus ausgeflogen. So ein mobiles Feldlazarett umfasst bis 48 Container für insgesamt 21 medizinische Funktionseinheiten. Die Bundeswehr betreibt solche Container/Einheiten auch auf Schiffen.
Spektakulär waren die Einsätze solcher Kliniken im Rahmen deutscher Hilfe nach dem Tsunami in Indonesien oder den Tornadoverwüstungen am Golf von Mexiko in den USA, wie auch die Bundeswehr im Juni 2008 in Konstanz nach einem Brand im dortigen Krankenhaus einen kompletten Operationstrakt aus 15 Containern als Nothilfe bis zum Wiederaufbau der ortsfesten Operationssäle leihweise aufgebaut hat.

## Vorgeschichte
Auf eine Ausschreibung des BMVg/BWB entwickelte Dornier mit seiner nach der Beendigung der Alpha Jet Entwicklung unterausgelasteten Entwicklungsmannschaft das System der Mehrzweck-Container für die Bundeswehr, verlor aber die Serienproduktion an die preisgünstiger produzierende Firma Zeppelin GmbH in Friedrichshafen (deren Rechtsnachfolger die ZEPPELIN MOBILE SYSTEME GmbH in Meckenbeuren ist), die u. a. Silos herstellte und Baumaschinen vertrieb. Dornier führte aber die Entwicklungen zur Nutzung und Ausrüstung der Container als leicht und schnell verlastbarer, autonomer Träger für Einrichtungen und Zeltersatz für viele Anwendungen weiter und konnte damit seine Entwicklungsmannschaft für kommende Flugzeugprojekte zusammenhalten. Mitte der 1970er wurde das Konzept für ein modulares Feldlazarett vorgestellt und der Bundeswehr angeboten. Die medizinische Ausstattung stellte die Fa. BINZ aus Lorch, ein Ausrüster von Kranken- und Rettungswagen. Die Bundeswehr bestellte ein Prototyp-System, hat zwischenzeitlich über 250 solcher medizinischer Container im Einsatz und könnte fünf Feldlazarette zusammenstellen. Weitere Käufer sind vier weitere Armeen/Länder.